# Посухостійкість
Посухостійкість — здатність рослин витримувати значне зневоднення та перегрівання, зберігаючи при цьому нормальний ріст, розвиток та здатність до відтворення.
Визначається в основному спадковими властивостями рослин, що виникли в процесі філогенезу, проте може формуватися і в процесі онтогенезу під впливом умов існування.
Посухостійкість в одних випадках зумовлена пристосуванням до нестачі води в атмосфері (атмосферна посуха), в інших — до нестачі води в ґрунті (ґрунтова посуха). Під час посухи внаслідок різкого зниження відносної вологості повітря та підвищення його температури непосухостійкі рослини перегріваються, втрачають воду. У них виникає водний дефіцит, що викликає в'янення. Зневоднення та перегрівання призводять до порушень субмікроскопічної структури протоплазми — змінюються її колоїдно-хімічні властивості, ступінь дисперсності тощо, та обміну речовин — відбувається глибокий гідроліз білків, полісахаридів, порушується фосфорилювання цукрів, а отже, і енергетичний обмін. В результаті припиняється ріст, знижується продуктивність, іноді рослина гине.
У посухостійких рослин під час посухи обмінні процеси порушуються значно менше, ніж у непосухостійких; спостерігається підвищення стабільності ферментних систем дихання та синтезу білка. Колоїди протоплазми посухостійких рослин характеризуються підвищеною в'язкістю та еластичністю, а клітинний сік має вищий осмотичний тиск. Таким рослинам властива своєрідна ксероморфна структура, що перешкоджає надмірному випаровуванню води та перегріванню рослин.
Найбільш посухостійкими рослинами є ксерофіти, які в силу своїх анатомо-морфологічних та структурних особливостей пристосовані до витримування посухи.
Посухостійкість рослин звичайно підвищується в міру їхнього розвитку, але з початком створення генеративних органів різко знижується. Підвищенню посухостійкості сприяють передпосівне загартовування насіння, раціональне застосування добрив, правильне проведення агротехнічних заходів. Велике практичне значення має створення шляхом селекції посухостійких сортів культурних рослин.